# Za staro pravdo
Za staro pravdo je zgodovinska drama pisateljice Ane Wambrechtsamer. Izšla je leta 1938 s spremno besedo Nika Kureta, izdala in založila pa jo je Prostovoljna gasilska četa na Planini pri Sevnici ob peti obletnici pisateljičine smrti. 

## Osebe
- Jerom Urbanič, najemnik na planinskem gradu
- Štefan Moloprau, grajski oskrbnik in valpet
- Zeleni Jurij, grajski lovski mojster
- Ilija Gregorič, načelnik kmečke vojske na Hrvaškem
- Anton Kizlekar, župnik na Planini
- Janez Ravbar, ključavničar, župan, načelnik planinskih upornikov
- Martinek, krčmar »Pod lipo« pred trgom
- Tinka, gospodinja »Pod lipo«
- Pepca, gostilničarka v trgu
- Vertačnik
- Štus
- Rajh
- Mihec
- Rudek
- Marko, kmet na Polani
- Marjeta, njegova žena
- Marinka, njuna hčerka
- Pavlinc
- Hrušovar
- Janž z Vrha
- Gadner, grajski pisar
- Luka
- Boštjan
- Cilka, dekla na Polani
- Vida, star hlapec »Pod lipo«
- dekla »Pod Lipo«
- pocestni Cenek
- sel iz Jurkloštra
- sel iz Krškega
- dva starca
- trije godci
- trije grajski hlapci
- kmetje, tržani, vojaki, hlapci

## Zgodba

### Prva slika
Dogajanje je postavljeno v leto 1573. V gostilni »Pod Lipo« teče pogovor o dajatvah, ki so se letos povečale. Tržani ugibajo, če bo morda tudi v naših krajih vzkipelo kakor na Hrvaškem, kjer se kmetje pod vodstvom Ilije Gregoriča upirajo gospodi. V gostilno nenadoma vstopi Marko s Polane z obvezano glavo. Na grad je namreč peljal desetino, oskrbnik Moloprau ga je ozmerjal, češ da je prinesel premalo, hlapci pa so ga pretepli. Tinka sporoči, da Moloprau z županom in občinskimi možmi prihaja v gostilno. Martinek hitro skrije Marka v stransko čumnato. Moloprau pride zaradi vinogradske pravice, gradu bo treba več oddati in prav on bo določil, koliko več. Martinek se upre, župan in tržani ga pri tem podprejo ter oskrbnika porinejo skozi vrata. Druščini se pridruži še Zeleni Jurij, ki kmetom obljubi boj za pravico.

### Druga slika
Sel iz Jurkloštra Urbaniču in Molopravu na grad prinese novice o okoliških puntarskih homatijah. Urbanič  zatrjuje, da bosta z oskrbnikom ugnala planinske kmete. Ker prisednika s trga ni na grad, želi Urbanič sam soditi jetnikoma Hrušovarju in Pavlincu za domnevno izogibanje tlaki. Ravno takrat pa pridejo na grad kmetje in podijo grajske posle. Zeleni Jurij reši jetnika in napove upor. 

### Tretja slika
Kmetje in tržani, zaviti v temne plašče, se ob polnoči na božični večer zberejo pred lovsko hišo. Pride tudi Ilija Gregorič s Hrvati v narodni noši in nagovori zbrane. Kmetje pripovedujejo, kaj vse so morali pretrpeti zaradi gospode. Vsi skupaj prisežejo zvestobo puntarskemu gibanju. Župan Ravbar postane poveljnik Planinčanov. Shod na skrivaj opazuje Cenek. 

### Četrta slika
Ob svečnici se sredi planinskega trga Urbanič in Moloprau pogovarjata o nevarnosti, ki preti gradu. Pridruži se jima Cenek, ki za gospodo vohuni za kmeti. Skupaj odidejo na grad, da se pripravijo proti naskoku. Na trg prihajajo praznično oblečene ženske. Pridružijo se jim uporniki z novico, da so zmagali povsod, kjer so bili; na Lisci, v Jurkloštru, v Sevnici, v Loki. Zmagi nazdravijo v gostilni. Jurij kar ne more verjeti, kako so kmetje ropali in razbijali po gradovih. Misli si, da so še hujši od Turka. Luka pokaže krasen diadem s tremi zvezdami, ki ga je ukradel iz grobnice. Jurij ugotovi, da je na kamnu celjski grb, diadem pa je pripadal celjski grofici Veroniki Deseniški. K njemu pristopi Marinka, primeta se za roke. Cenek kmetom izda, da prihajajo Turki. Ilija pozove k boju proti Turkom, Hrvatje in Kranjci poberejo orožje in stopijo v vrsto, Planinčani se obotavljajo. Jurij jih še enkrat nagovori in se poslovi od Marinke. Sledita mu le Marko in Martinek, drugi ostanejo na trgu. Zaslišijo se streli Turkov. Tržani ne vedo, kam naj se skrijejo. Edino zatočišče vidijo v gradu, zato se odločijo, da se bodo spokorili gospodi. Uperijo se proti Ravbarju, ga zvežejo in tirajo proti gradu. Na trg pridejo grajski hlapci, našemljeni v Turke. Norčujejo se iz kmetov, ker so jim nasedli. Cenek od gospode za vohunjenje pričakuje plačilo, Moloprau pa zanj odredi smrt. Moloprau Obrezi pošlje obvestilo o končanem kmečkem uporu in ukani. Sel iz Krškega sporoči, da je bila kmečka vojska pri Mokricah in Krškem popolnoma poražena. 

### Peta slika
Na bojnem polju pri Sv. Petru Jurij ustreljen obleži na tleh. Dva starca ga prepoznata kot Zelenega Jurija in ga na njegovi zastavi odneseta kakor na plahti. Kmetje bežijo. Marka odvedejo vojaki. 

### Šesta slika
Na velikonočno sobotno popoldne Marjeta in Marinka iz hiše privedeta bolnega Jurija, ki vprašuje, kaj se je zgodilo od poraza pri Sv. Petru. Vodje so padli, tudi Marinkin oče Marko, Ravbar je v ječi, Ilija se menda skriva v Hrvaškem Zagorju, ujetnike so odpeljali v Gradec. Tržani so se spokorili. Jurij si želi ponoven boj za staro pravdo. Moloprau pride z novico, da je Jurij obsojen na smrt, kmetija se zapleni in postane grajska last. Jurij se upira in zaradi slabega zdravja mrtev omahne.